# Maxus T90
Maxus T90 — це пікап середнього розміру виробництва SAIC Maxus. 
T90 — це флагманський пікап Maxus, який стоїть вище більш доступних серій Maxus T60 і Maxus T70.

## Технічні характеристики

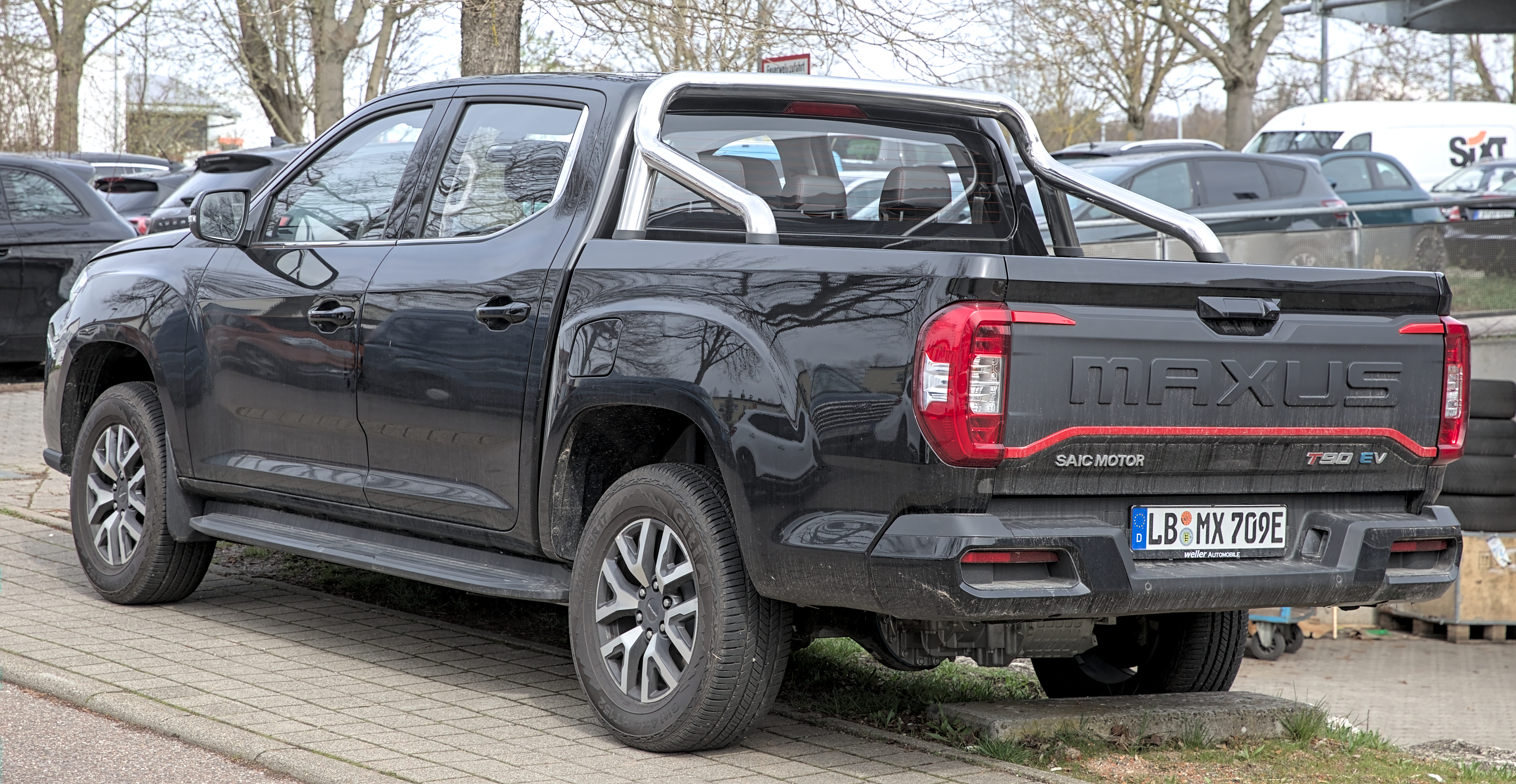

У салоні Maxus T90 є 10,25-дюймова цифрова панель приладів і 12-дюймовий центральний дисплей, обидва злегка повернуті до водія, що призводить до асиметричного дизайну панелі приладів. Maxus T90, що продається в Китаї, оснащений системою Zebra Zhixing, яка оснащена дистанційним керуванням, розпізнаванням голосу, автомобільною навігацією, Bluetooth, онлайн-кліпами, онлайн-музикою, груповими подорожами, відеопроекцією та керуванням розумним будинком.
У листопаді 2021 року пікап Maxus T90 «Bull Demon King» був представлений як серійна версія концепту, представленого на автосалоні в Ченду в липні 2020 року.

### Силові агрегати
Maxus T90 оснащений 2,0-літровим турбованим дизельним двигуном SAIC π Bi-Turbo, який розвиває максимальну потужність 163 к.с. і максимальний крутний момент 400 Н⋅м, і 2,0-літровий дизельний двигун SAIC π Bi-Turbo з турбонаддувом і подвійним наддувом, що розвиває максимальну потужність 218 к.с. і максимальний крутний момент 500 Н⋅м. 
Двигуни поєднуються з 6-ступінчастою механічною, 6-ступінчастою автоматичною та 8-ступінчастою автоматичною коробками передач ZF. Моделі з верхньою комплектацією підтримують 12 режимів руху. Водій може перемикатися між режимами водіння 2H, 4H, AUTO і 4L з режимами Eco, Power і Normal за допомогою простої кнопки.  Повний привід доступний як додаткова функція.
Також пропонується електрична версія з електродвигуном потужністю 177 к.с. і запасом ходу 535 кілометрів за NEDC. 